# Siladar Damate Ali Paxá
Siladar Damate Ali Paxá (1667 - 5 de agosto de 1716), também chamado Siladar Ali Paxá, foi um general otomano e grão-vizir. Seu epíteto siladar significa "portador de armas" e damate significa "noivo".

## Juventude
Ali Paxá nasceu em uma família turca em İznik (antiga Niceia), atualmente  na Turquia. O nome de seu pai era Haci Huceine. Foi treinado na escola do palácio Enderum em Istambul e durante o reinado de Mustafá II foi nomeado secretário pessoal do sultão. Em 1709, ficou noivo da filha de Amade III, ganhando o título damate ("noivo") e foi nomeado segundo vizir. Em 27 de abril de 1713, se tornou o grão-vizir.

## Mandato como grão-vizir

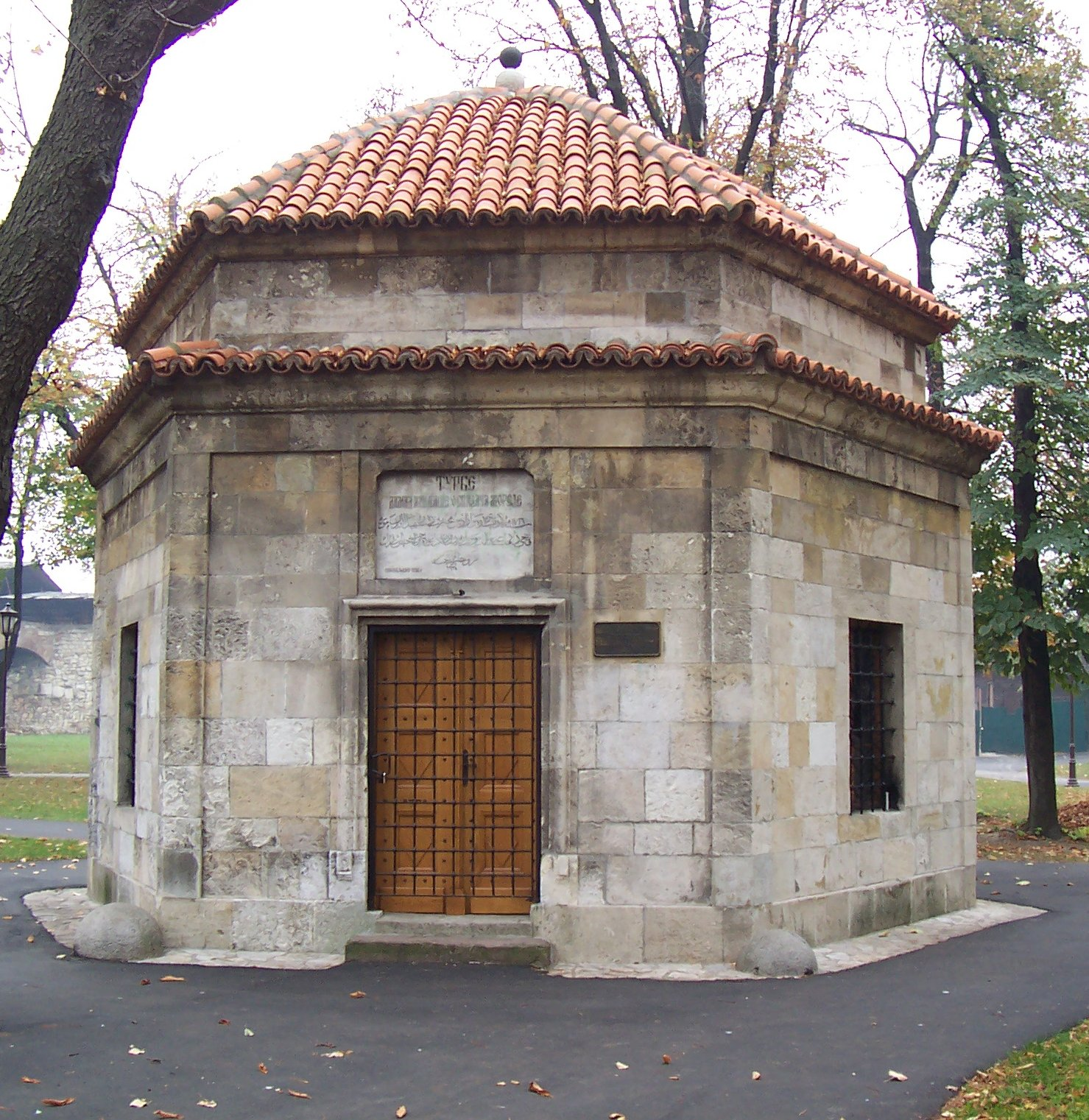
Tumba de Siladar Ali Paxá em Belgrado

Pouco depois de sua nomeação, conseguiu ratificar o Tratado de Prute com a Rússia, garantindo assim as fronteiras do norte do Império Otomano no rio Dniepre. No início de 1714, sua atenção se voltou para a Moreia, que havia sido mantida pela República de Veneza desde a Guerra Moreia e o Tratado de Karlowitz de 1699 . Os otomanos nunca se reconciliaram com sua perda. Quando os venezianos deram refúgio aos rebeldes sérvios de Montenegro e Herzegovina em sua província da Dalmácia , e alguns de seus mercadores se envolveram em disputas com navios otomanos, o Porte (governo) otomano rapidamente usou isso como pretexto para declarar guerra.
A campanha subsequente em 1715, liderada pelo próprio Siladar Ali Paxá, foi um sucesso esmagador, pois toda a Moreia caiu rapidamente e com pouco derramamento de sangue para o exército otomano. No entanto, a Áustria dos Habsburgos, aliada de Veneza, também declarou guerra contra os otomanos. Em 1716, Ali Paxá mudou-se para a frente austríaca, onde comandou o exército otomano contra as forças austríacas lideradas pelo príncipe Eugênio de Saboia na Batalha de Petrovaradim (5 de agosto de 1716). Durante a batalha, Ali Paxá perdeu a vida. Sua tumba está em Belgrado .
Após sua morte, foi chamado de Seíte [Sehit] Ali Paxá (Sehit significa mártir).